# Taulantové

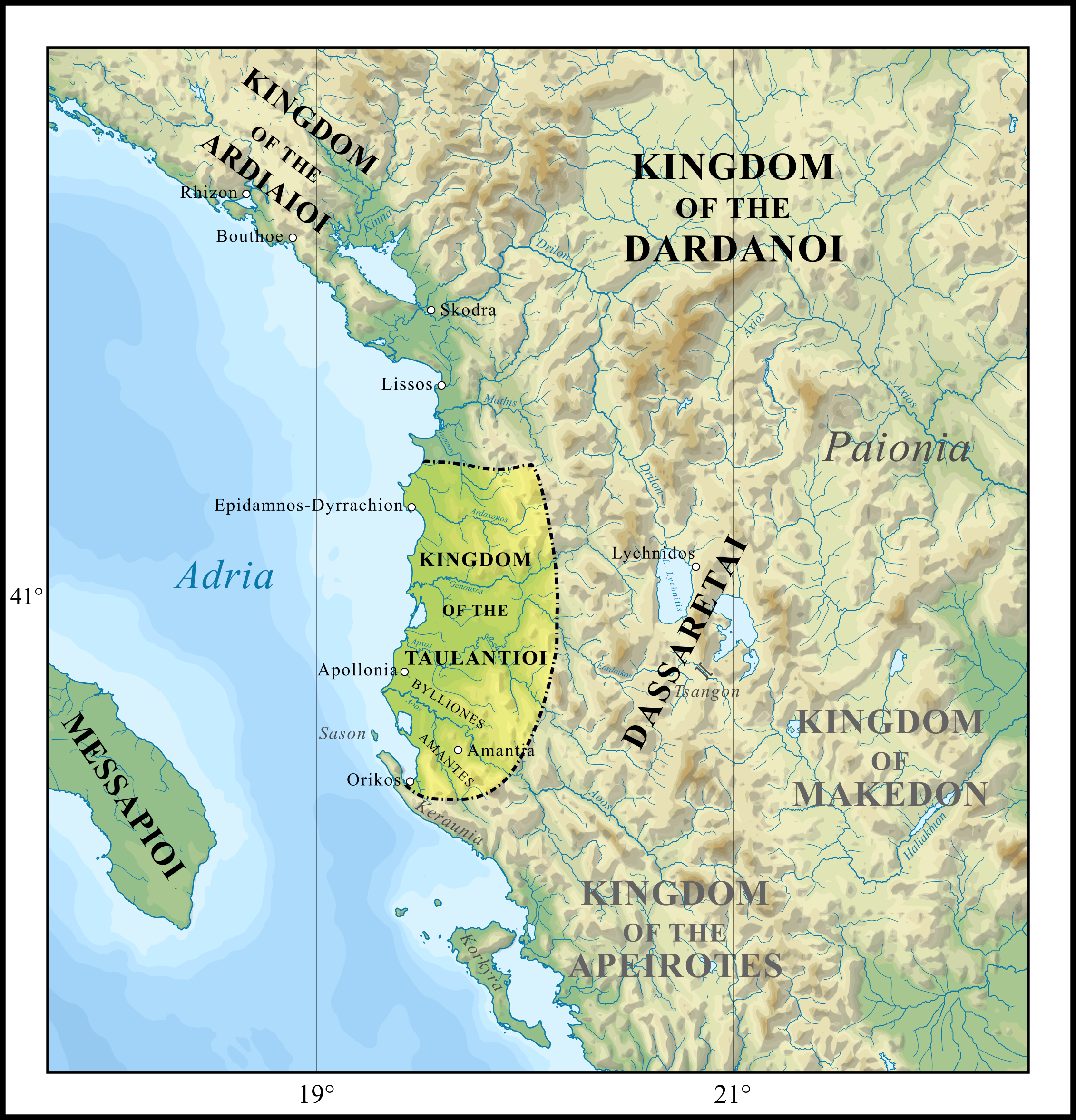
Taulantské území v době krále Glaucia

Taulantové nebo Taulanti (řecky Ταυλάντιοι, latinsky Taulantii, někdy též Chelidonioi – Χελιδόνιοι) byl starověký ilyrský kmen, který sídlil v jižní Ilýrii, na území dnešní Albánie, a to patrně již od 10. století př. n. l. Označení kmene v ilyrštině i řečtině znamená "vlaštovky", což patrně souvisí se zvířecím totemismem, pro Ilyry velmi typickým. Podle Appiána je ovšem jméno kmene odvozeno od prapředka Ilyrů Taulase. Obývali zejména roviny mezi řekami Drin (Drilon) a Vjosa (Aoös). Jejich centrální oblastí se nacházelo zhruba v místě dnešní Tirany a v údolích řek Mati a Shkumbini. Jejich důležitým centrem bylo město Řeky zvané Epidamnos a Římany Dyrrachium (dnešní Drač) či město nazývané Řeky Apollonia. Taulantové patří k nejstarším doloženým ilyrským kmenům. Založili mocné království a zásadně poznamenaly ilyrské dějiny, o čemž svědčí i to, že se o nich píše v četných dílech antických učenců (Hekataios, Thúkydidés, Polybios, Diodóros Sicilský, Livius, Plinius starší, Appiános). Antické zdroje zachytily jména tří taulantských králů: Galaurus (7. století př. n. l.), Pleuratus I. (asi 345–344 př. n. l.) a Glaucias (asi 335–295 př. n. l.), který je nejznámější, neboť bojoval proti Alexandru Velikému a vychoval Pyrrha z Epiru a nakrátko jej dosadil na trůn. Taulantským králem byl možná i Monounios (asi 290 – 270 př. n. l.). V době, kdy se s Ilyry utkávali Římané, již byli Taulantové marginalizováni. Taulantové byli patrně vynálezci medoviny.